# Nada van Nie
Pour les articles homonymes, voir van Nie.
 (février 2019).
Nada van Nie, née le 5 janvier 1967 à Amsterdam,,,, est une actrice, réalisatrice, productrice et présentatrice néerlandaise.

## Filmographie

### Actrice

#### Cinéma et téléfilms
- 1982-1983 : Zeg 'ns Aaa (nl) : Ankie
- 1986 : Auf Achse : Mimi
- 1988 : Honneponnetje (nl) : Honneponnetje
- 1989 : Beppie (nl) : Pips
- 1991 : Intensive Care : Amy
- 1999 : Blauw blauw (nl) : Aletta Janssen
- 2002 : Westenwind (nl) : Tamara
- 2018 : Glennis Grace: Het Meisje uit de Jordaan

### Réalisatrice
- 2018 : Glennis Grace: Het Meisje uit de Jordaan

### Productrice
- 2016 : The Boy Next Door

## Animation
- 1989 : Donderslag sur Avro : Présentatrice
- 1991 : Blizz sur Tros : Présentatrice
- 1991 : O, zit dat zo! sur Tros : Présentatrice
- 1991-1992 : Tros Hollywood Boulevard sur Tros : Présentatrice
- 1992 : Te land, ter zee en in de lucht (nl) sur Tros : Présentatrice
- 2003-2004 : De Modepolitie sur Yorin (nl) : Présentatrice
- 2004 : Mijn leven als voetbalvrouw sur SBS 6 : Présentatrice
- 2005 : Volgens mamma sur SBS 6 : Présentatrice
- 2005-2007 : Shownieuws (nl) sur SBS 6 : Présentatrice
- 2007 : Geboren & Getogen sur SBS 6 : Présentatrice
- 2008 : Lekker weg in Nederland sur SBS 6 : Présentatrice
- 2010-2011 : 4ME (nl) sur RTL 4 : Présentatrice

## Vie privée
De 1993 à 2008, elle est l'épouse du footballeur Bryan Roy. Ils se séparent après 15 ans de mariage. Ils ont deux enfants ensemble (prénommés Jamie Lee et Quentin). Elle est la fille du réalisateur René van Nie.